# Sis sigma

Símbol comunament utilitzat per representar el Sis Sigma

Sis sigma és una metodologia de millora de processos, centrada en la reducció de la seua variabilitat, i aconseguir reduir o eliminar els defectes o fallades en el lliurament d'un producte o servei al client.
La meta de Sis Sigma és arribar a un màxim de 3,4 defectes per milió d'esdeveniments o oportunitats (DPMO). S'entén com a defecte qualsevol esdeveniment en què un producte o servei no acompleix els requisits del client.
Sis sigma utilitza eines estadístiques per a la caracterització i l'estudi dels processos, d'aquí el nom de l'eina, ja que sigma és la desviació típica que dona una idea de la variabilitat en un procés i l'objectiu de la metodologia 6 sigma és reduir-la de manera que el procés es trobi sempre dins dels límits establerts pels requisits del client.

## Orígens
El Sis Sigma és l'herència de Deming i Juran. Va ser Motorola qui ―a la dècada dels 80 i principi dels 90― la va introduir. Del 1987 al 1991, el Departament d'Estadística va desenvolupar i, posteriorment, institucionalitzar la metodologia. Sis Sigma és una metodologia utilitzada per les empreses per aconseguir millores en qualitat, augmentar la quota de mercat, millorar els beneficis i reduir costos.
Es caracteritza per ser una filosofia basada en l'assignació de metes accessibles a curt termini enfocades a objectius a llarg termini; proporciona mides que s'apliquen a activitats de producció i serveis: els defectes per milió d'oportunitats; és essencial per a corregir i millorar la capacitat dels processos; redueix la complexitat dels dissenys dels productes i processa augmentant-ne la fiabilitat; és vàlid en qualsevol part de l'organització; s'orienta a resultats concrets, tractant de lluitar contra les equivocacions o errors; i impulsa cap a una sensació d'urgència i necessitat de situar-se en els nivells estàndard mundials.
En poques paraules, Sis Sigma és una metodologia rigorosa que utilitza ferramentes i mètodes estadístics per a definir problemes, analitzar la informació, realitzar millores, controlar processos, redissenyar productes o processos i generar un cicle de millora continu.

## Necessitat de la millora de qualitat
La millora de la qualitat és l'única intervenció que permet que una empresa mantingui el nivell competitiu adequat. La qualitat i la productivitat van en tot moment lligades; per això la millora en la qualitat fa un increment en la productivitat.
1. Enfocaments de productivitat: hi ha dos tipus de mètodes per a promoure la productivitat i la qualitat, aquests mètodes estan basats en la recomanació i l'exhortació i un altre que persegueix la consecució d'objectius, la millora contínua de qualitat. El mètode de l'exhortació fa que les persones facin millor els treballs si en general se senten estimulades per a fer-ho; això implica la utilització de cartel·les i eslògans com l'objectiu d'augmentar la productivitat o disminuir els costos.
Segons W. Edwarda Deming, elimina els objectius, els eslògans i cartells dirigits als empleats i simplement diu que li augmenten la productivitat, que firmen el treball com si fora el seu autoretrat. No cal una exhortació sinó un mapa de carreteres fins a la millora, i crear i difondre aquest mapa és cosa de la direcció.
L'estratègia basada en la consecució d'objectius, per exemple: la direcció per objectius, en el moment de partida tots necessiten perseguir objectius per a arribar al nivell màxim de competència. Aquest mètode pot ser molt eficaç quan els objectius són molt compartits i les persones responen positivament al seguiment dels progressos per part de la direcció. Els directius proporcionen ferramentes, coneixements perquè tots aconsegueixin l'excel·lència del treball.
2. Amb major qualitat, menors costos: major qualitat significa fer millor les coses a la primera i al mateix temps buscar millores en la forma de fer les coses. A vegades, pot ser que hàgim d'invertir més diners i temps en les fases inicials en un projecte perquè surti tot correcte. En general, la qualitat més gran té un cost menor que la mala qualitat.
3. Eliminació de malbaratament crònic: cal distingir entre problemes crònics i problemes esporàdics de la qualitat. En un procés típic la qualitat premuneix dins d'uns marges però a vegades el procés surt de control i resulta un pic en el gràfic. Esta sortida funciona com un senyal d'alarma que exigeix que totes les mans ataquen el problema amb tots els recursos possibles, aquesta activitat s'anomena bombers. Després es forma un equip de millora per reduir aquest problema. Aquest equip investiga el problema i les causes reals del malbaratament, això persegueix implantar una solució.
4. L'estratègia de la millora de la qualitat: introduir les persones en els nous sistemes és una tasca a llarg termini, la transició cap a la cultura de la millora contínua de la qualitat requereix el lideratge actiu de tots els membres de l'organització. L'estratègia ha de començar amb una perspectiva de futur, ha de satisfer completament els requeriments dels clients, tant externs com interns.
El llançament del programa de millora contínua requereix planificació, formació, implantació i integració.

## L'entrenament per a Sis Sigma
Les organitzacions amb Sis Sigma han de realitzar un esforç major per a la formació dels experts assignats a treballar a temps complet en la millora de la qualitat. Aquests dirigeixen projectes i equips que produeixen estalvis en els costs. Han de dominar les ferramentes del Sis Sigma; a més, s'han de formar totes les persones que intervenen en el procés: direcció, treballadors i facilitador.
Direcció: l'alta direcció necessita entrenament per a aprendre el recorregut de tota l'organització des de l'entrada de materials fins al client.
Treballadors: aquest entrenament és efectiu per a desenvolupar les capacitats dels empleats, els involucra, aconsegueix realimentació i avalua posteriorment l'entrenament i l'educació.
Facilitador: membre de l'equip responsable del bon funcionament de l'equip i no del tema que es tracte. Han de crear les condicions favorables per a saber dur un grup o equip.

## La implantació de la filosofia Sis Sigma en l'empresa
Un programa Sis Sigma és implantat de manera eficient si inclou i implica totes les persones de l'organització, ja que cadascú hi té un paper important. Hi ha tres figures importants per a la implantació:
Els campions (champions): són els líders de les unitats de negoci i tenen la responsabilitat que els equips multifuncionals se centren a desenvolupar els projectes específics de millora i reducció de costos. Elegeixen a les persones que difonguen els coneixements Sis Sigma i coordinen projectes. És l'encarregat del canvi i ha de ser capaç de crear el nivell de confiança que permeti superar les resistències mentals.
Els cinturons negres (black belts): la implantació del Sis Sigma requereix velocitat, força, determinació, disciplina mental i un entrenament sistemàtic i intensiu. Són els qui poden elevar dràsticament el nivell sigma, capaços d'obtenir beneficis extraordinaris i incrementar significativament la satisfacció dels clients. La duració de cada projecte depèn de la complexitat, disponibilitat d'equips de mesurament adequats i de la disponibilitat del personal idoni.
Característiques necessàries:
- Experiència mínima de 5 anys en l'àrea determinada.
- Coneixements d'estadística i d'anglès.
- Han de ser dinàmics, tindre disposició a fer canvis i habilitats de líder.
- Han de tenir l'habilitat per a organitzar i comparar projectes, i per a coordinar equips de treball.

Els cinturons verds: persones en l'organització que es dediquen a projectes Sis Sigma a temps parcial. Se solen involucrar en aquells projectes relacionats amb el seu treball.

### Procediments de control i millora dels processos
En el programa de control i millora s'utilitzen eines i tècniques a les quals donen ús els integrants dels equips complementant amb l'experiència de cadascú.
Els integrants han de sentir-se corresponsables de la presa de decisions, i augmentar la participació activa. Les decisions preses per un grup són de millor qualitat que les individuals. Sempre que sigui possible hi ha d'haver grups de treball, el nombre depèn de l'empresa, el sector, el producte i l'organització interna.

#### Determinació de les característiques de control
És necessari disminuir la variació d'una característica del producte pels costs que suposa al fabricant i al client. El cost del seguiment ha de ser menor que el cost que suposa la variació perquè el programa siga justificat. A aquestes característiques se'ls anomena característiques de control (CC).
Per a determinar les CC des del punt de vista del fabricant, primer ha d'adquirir les dades d'aquesta CC. Després, tindre en compte les persones relacionades en el procés i, per acabar, elegir les CC segons l'impacte econòmic de la variació i l'efecte de la variació.
- Utilització del concepte de funció perduda: si el resultat de la funció perduda es plana, indica un nivell baix de pèrdues, per la qual cosa no representa una CC.

- Anàlisi del risc: obté resultats per a determinar quines característiques són CC.

- Anàlisi de Pareto: permet establir un ordre jeràrquic sobre la importància relativa de les diferents característiques considerades CC, és a dir, ordena les CC de major a menor impacte. La determinació de les CC ha de ser originat per un equip multifuncional de les àrees d'enginyeria de disseny, de fabricació, de producció i de qualitat.

#### Determinació de la relació entre CC i factors del procés
Programa de control i millora de processos. La qualitat del producte s'estableix d'acord amb el comportament de les característiques. Els gràfics són molt eficaços. La relació entre el procés i la CC estarà establert per ordre de prioritat segons l'impacte en les CC.
Mètodes:
- Aplicar canvis als processos que estan relacionats i assignar noves mesures per a analitzar els resultats.

- Ús del disseny d'experiments, en quin grau afecta el procés a la característica.

#### Determinació dels nivells òptims dels factors del procés
Proporcionar el valor objectiu de la CC i/o una variació en el resultat del procés.

#### Determinació dels punts de control de CC/nivells
Quantificar la variació dels factors de control i dels nivells. Es porta a terme en el primer moment que siga possible. Són útils les experiències anteriors.

#### Selecció dels gràfics de control
L'elecció depèn del tipus de dades, si són variables o atributs, del volum de fabricació i del tipus d'inspecció. És molt important aquesta punta, ja que si es fa una mala elecció perjudica les conclusions.
- Gràfics de control per variables: per a característiques de tipus quantitatiu. La mida de la mostra no pot superar 10. Si fora superior, s'hauria de calcular per gràfics de mesures mostrals i desviacions típiques.

- Gràfics de control per atributs: per a característiques de tipus qualitatiu. Si són unitats defectuoses, s'utilitzen els gràfics ‘p’ sent la mida de la mostra fix o variables i ‘np’ sent la mida de la mostra sols fix.

- Gràfics especials: per a situacions concretes sobre un procés.

#### Realització de l'anàlisi del sistema de mesura
Cal analitzar el sistema de mesura perquè no afecte els resultats de la variació. Consisteix en un estudi de repetibilitat i reproductibilitat dels instruments d'inspecció i assaig involucrats en la mesura de CC. Es considerarà satisfactori si la tolerància no supera el 10%.

#### Recollida d'observacions i manteniments dels gràfics de control
Estabilitzar la mida i freqüència mostral. Cada mida i freqüència són recollits amb les seues particularitats en el desenvolupament de cada gràfic.

#### Determinació de l'estat de control del procés
Es determina a partir dels gràfics en els quals hi ha marcats uns límits de tolerància natural. Si es troba dins dels límits són determinades com a causes comunes; en el cas contrari, com a causes especials de variació.

#### Causes assignables, la seua eliminació i recollida de noves observacions
Una causa assignable ocorre quan es pot assignar una raó a la causa especial, i aquestes han de ser eliminades, ja que són les que creen la situació fora de control. Una vegada corregides, es torna a fer una recollida de dades per comprovar si ha funcionat. Si han estat efectives, el procés està sota control i es pot passar a calcular la capacitat del procés.

#### Anàlisi de la capacitat del procés
En el moment en què la CC està sota control estadístic es pot comprovar si el procés és capaç o no, ja que garanteix l'homogeneïtat dels resultats i si són acceptables. L'estudi de la capacitat del procés consisteix a estudiar la variació natural del procés en comparació amb la variació permesa per l'especificació. Si la variació natural és menor que la permesa per l'especificació, el procés sí que és capaç, per la qual cosa els requeriments queden satisfets.

#### Procés en estat de control estadístic i no capaç
El producte tindrà una variació constant i predictible. La solució és reduir la variació per causes comunes, ja que l'eliminació és molt costosa.

#### Millora continua del procés
Una vegada aconseguit que la CC estiga sota control i siga capaç, se segueixen identificant possibles fonts de variació per a eliminar-les i reduir-les.